# Данська Естонія
Герцогство Естляндія або Князівство Естонія (дан. Hertugdømmet Estland, лат. Ducatus Estonie), також відоме як «Данська Естонія» — володіння королівства Данія, яке існувало 127 років з 1219 по 1346 рік зі столицею в Ревелі (нині — Таллінн), що отримав свою назву саме в цей період. До того часу місто було відоме під руською назвою Коливань (перша згадка міста під цією назвою зазначено на картах арабського мандрівника Аль-Ідрісі в 1147 році) і було перевалюваним пунктом на торговому шляху новгородських купців. Це говорить про те, що на півночі Естляндії проживала велика новгородська колонія, мирно уживаючись з осілим населенням (чуддю). Колонізацією ж Балтії в основному займалися німецькі найманці з Вестфалії.
Першим Князем Естонії 1220 році був проголошений король Данії Вальдемар II, після завоювання Естонії під час Лівонських хрестових походів.
Криза данської монархії в 1346 році і смута в Данії середини XIV століття посилилися селянською війною 1343—1345 років, коли естонські селяни за допомогою псковичів піднялися на боротьбу з дансько-німецькими феодалами.
Через те, що данська влада була нетривкою через відносну віддаленість Данії і її невеликий демографічний потенціал, під тиском німецьких лицарів данські території в Естляндії були продані Лівонському ордену. Після своєї тривалої відсутності в Балтії, в 1559–1645 роках данці зуміли повернути під свій контроль острови Сааремаа і Муху, а також Курляндське єпископство з центром в Пільтені на північному заході сучасної Латвії. Але вже в 1645 році всі данські землі знову захопила Швеція. В ході Північної війни 1700–1721 років Російська імперія оволоділа всіма домініонами Швеції в Балтійському регіоні (герцогством Естонським — в 1713 році). Відповідні територіальні зміни були зафіксовані Ніштадтським миром 1721 року.

## Передумови
У XII — ХІІІ століття роках данська монархія досягла своєї найвищої могутності. Данський флот став домінуючим у басейні Балтійського моря, проте в міру віддалення від Данії йому постійно погрожували куршські, лівські й естські пірати. Крім того, до середини XII століття влада данців на Балтиці носила скоріше таласократичний характер і не мала опори на істотні сухопутні володіння.

## Анексія
Щоб виправити ситуацію, в XII—XIII століттях король Вальдемар I Великий і його сини Кнуд VI і Вальдемар II створили велику смугу сухопутних володінь, в які ввійшли Норвегія, південна Швеція, північна Естонія і  острови на захід від неї, а також землі поморських слов'ян. Після викрадення Вальдемара його васалом Генріхом Шверінським в 1223 році Данія позбулася деяких південних завоювань, але зберегла свої володіння в балтійському регіоні. Прагнучи перетворити Східне (Балтійське) море у внутрішнє «данське озеро» і убезпечити себе від піратів, в 1170, 1194 і 1197 роках данці висаджували війська на північному березі Естляндії, а з 1219 року дансько-німецькі феодали вдалися до прямого захоплення земель.

## Адміністрація та колонізація
Захоплені данцями землі була розділені на феоди васалів головного керуючого колонії. Через малонаселеність самої Данії понад 80 % залучених для колонізації васалів, наділених дворянським титулом, склали німці (в основному з Вестфалії), 18 % данці і всього близько 2 % ести, що прийняли християнство (серед них Клеменс Есто, Отто Ківель, Одвардус Сорсефере та ін.) Хроніст-сучасник описуваних подій Дітлеб Антпеке скаржився в своїх літописах на надмірну «ліберальність» данського короля, який давав титули нечисленним представникам корінної національності, а не виключно особам німецького походження, що було стандартною практикою у Лівонському і Тевтонському орденах.

## Населення
Основу населення Данської Естляндії складали язичники ести (до 90 %), що населяли переважно сільську місцевість.
Основу правлячого класу в містах становили здебільшого балтійські німці, меншою мірою понімечені ними данці. Пізніше, вже в шведський період, до них додалися шведи і фіни. Після входження Естляндії до складу Російської імперії німецькі меншини зберегли свої соціально-економічні привілеї, але через скорочення імміграції почалося повільне, але стабільне скорочення їх відносної частки.

## Друга данська навала
Друге данське нашестя до країн Балтії почалося наприкінці XVI — на початку XVII століття, коли данська монархія пережила невеликий «ренесанс» після завершення Реформації і внутрішньо стабілізувалася. У 1559 році за 30 000 талерів данці викупили острівну частину ослаблого Езель-Вікського єпископства з центром в Аренсбурзі на острові Сааремаа і до 1573 році консолідували під своєю владою весь острів Сааремаа і сусідні, більш дрібні острови (найбільшим з яких був Муху). Крім того, в 1563—1580 роках Данія контролювала дві області курляндського єпископства з центром в Пільтені на північному заході сучасної Латвії, яка занурилася в хаос в ході Лівонської війни .
Однак відродження данської держави за часом збіглося з істотним посиленням Шведського королівства, яке переживало свою золоту добу. Шведи спочатку зайняли колишню Данську Естонію, материкову частину ослаблого Езель-Вікського єпископства, потім частину Лівонії і, нарешті, отримали права на всі володіння данців в балтійському регіоні в 1645 році.

## Спадщина
Данці були в числі перших європейців, які створили в північній частині Естляндії феодальні державні утворення, межі яких до певної міри визначають історико-культурну область сучасної Північної Естонії. Данці також одними з перших почали процес германізації Балтії, полегшивши завдання підкорення естонців наступним за ними німцям Лівонського Ордену і шведам. Центральна, східна і південна частина християнізувалися, багато в чому, під впливом східнохристиянських місіонерів (Полоцького князівства (X—XII століття) і Новгородського князівства). Перші храми (Св. Миколая та Св. Георгія Змієборця) побудував київський князь Ярослав Мудрий, заснувавши місто Юр'їв в 1030 році (хрестильне ім'я князя — Георгій, Юрій).
Згодом Швеція зайняла приблизно ту ж територію, яка раніше була підпорядкована данцям, і на зміну Данській Естонії (1219—1346) прийшла Шведська Естонія (1561—1712/1721). Кінцевим завданням німецьких феодалів була не асиміляція естів, а їх витіснення з зайнятих германцями земель.
Данське правління привело до подальшого розвитку укріплених міст на півночі Естляндії. Данська спадщина залишилася в сучасній назві столиці країни — Таллінн (за однією з версій, це похідне від ест. taani linn, букв. «Данське місто») і в гербі столиці, елементи якого були частково запозичені у данців. Крім того, частина естів, до цього в основній своїй масі язичників, прийняла католицтво.